# Mario Aspa
Mario Aspa (Messina, 18 ottobre 1795 – Messina, 14 dicembre 1868) è stato un compositore italiano di musica classica.

## Biografia
Fin da fanciullo Aspa mostrò grande disposizione all' arte musicale, tanto che può dirsi che, grazie solamente alla sua volontà ed al suo talento, sostenuto da un massiccio studio senza la consulenza di maestri sulle partiture classiche riuscì a musicare e dare, da giovanissimo, la sua prima opera, il Federico II.
L'accoglienza che questo spartito ricevette a Messina fu così clamorosa, che il giovane Aspa decise di recarsi a Napoli per perfezionarsi presso il maestro Iba (allievo del contrappuntista Platone).
A Napoli, Aspa non dovette aspettare molto per farsi apprezzare, tanto che il noto impresario Barbaja offrì (vedendosela subito accettata) la carica di direttore dei reali Teatri di S. Carlo e Fondo.
Forte di questa nuova carica scrisse un gran numero di pregiate opere, quali il Carcere d' Ildegonda, i Due Forzati, il Deportato di Cajenna, l'Hallan ed i Due Savojardi, tutte opere che gli procurarono l'amicizia ed il rispetto di grandissimi artisti come Bellini, Rossini, Donizetti e Mercadante.
In seguito scrisse il Proscritto e Paolo e Virginia, entrambi considerati come i suoi capolavori; avranno un grande successo a Napoli ed al teatro Apollo di Roma, dove quest'ultima opera gli valse un autentico trionfo, e venne ripetuta per ben quindici sere.
Uno dei suoi biografi, Preitano, scrisse che quando terminò la prima rappresentazione, dovendo il maestro partire per Napoli con la corriera postale, una gran folla gli mostrò così tanto affetto da doverlo accompagnare per un buon tratto di strada.
Dopo il 1847, a causa delle sue idee liberali e la sua parentela coi Pispisa e gli Aspa di Messina (tra i quali c'erano molti patrioti), fu inviso alla polizia napoletana e fu destituito da Direttore dei Regi Teatri.
Tornato a Messina, nel 1859 fu costretto ad insegnare canto in una scuola comunale per avere di che vivere.
Nel 2017, il Comune di Piraino ha intitolato la locale Scuola Civica di Musica proprio al compositore messinese.